# Oren Moverman
Oren Moverman (Jaffa, 4 de julio de 1966) es un guionista, director de cine y experiodista israelí de ciudadanía estadounidense.

## Carrera
Moverman formó parte de las fuerzas militares de Israel. En 1988 se trasladó a Nueva York, Estados Unidos, donde estudió en el Brooklyn College Film Department.
Escribió y fue productor asosciado de Jesus' Son (2000), protagonizada por Billy Crudup, Samantha Morton, Jack Black, Holly Hunter y Dennis Hopper. Coescribió I'm Not There junto a Todd Haynes, una biopic de Bob Dylan protagonizada por Cate Blanchett, Christian Bale, Richard Gere, Michelle Williams, Julianne Moore y Charlotte Gainsbourg.
Debutó como director con The Messenger, película que también escribió (junto a Alessandro Camon) y fue protagonizada por Ben Foster y Woody Harrelson. Utilizó sus experiencias tanto del cine como de la vida militar para la película. Fue proyectada en el Festival de Cine de Sundance en 2009 y el estreno internacional fue en el Festival de Cine de Berlín donde se llevó el premio Oso de plata al mejor guion y el Peace Award. También obtuvo nominaciones a los Premios Globo de Oro y Óscar, incluyendo una nominación a mejor guion original para Moverman y Camon en los Óscar.
Estuvo en negociaciones con Universal Studios para reescribir y dirigir una película biográfica de Kurt Cobain, originalmente escrita por David Benioff y basada parcialmente en la biografía Heavier Than Heaven, escrita por Charles R. Cross. Pero finalmente se desligó del proyecto.
Además realizó el guion del libro Queer de William Burroughs, para Steve Buscemi.

## Filmografía
Como guionista
- Jesus' Son (1999)
- Face (2002)
- I'm Not There (2007)
- Married Life (2007)
- The Messenger (2009)
- Unthinkable (2010)
- Rampart (2011)
- The Quiet Ones (2014)
- Love and Mercy (2014)
- Time Out of Mind (2014)
- Junction 48 (2016)
- Puzzle (2018)

Como director
- The Messenger (2009)
- Rampart (2011)
- Time Out of Mind (2014)

Como productor
- The Ticket (2016)
- Junction 48 (2016)
- Wildlife (2018)
- Diane (2018)
- The Listener (2022)

## Premios y distinciones
Premios Óscar
| Año  | Categoría            | Película      | Resultado |
| ---- | -------------------- | ------------- | --------- |
| 2010 | Mejor guion original | The Messenger | Nominado  |